# ピエール・ワルデック＝ルソー

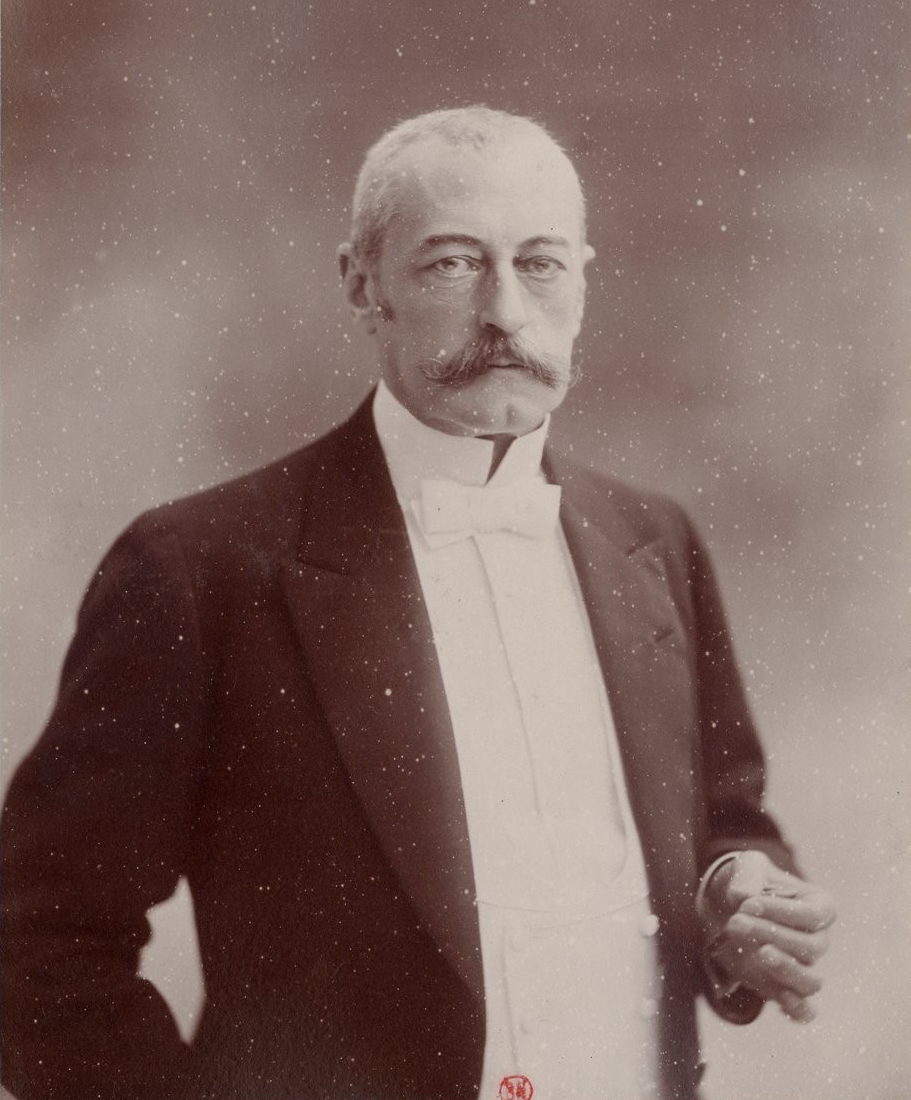
ピエール・ワルデック＝ルソーの写真。ナダール撮影。

ピエール・マリー・ルネ・エルネスト・ワルデック＝ルソー（フランス語: Pierre Marie René Ernest Waldeck-Rousseau, 1846年12月2日 – 1904年8月10日）はフランスの政治家、弁護士。フランス第三共和政で閣僚評議会議長（首相）を1期務めた（在任：1899年 – 1902年）。

## 生涯

### 弁護士として
1846年12月2日、ルネ・ワルデック＝ルソーの息子としてナントで生まれた。生まれつき目が悪かったため、最初は本を読むことも禁止され、教育は全て口伝で行われた。その後、ポワティエとパリで法律を学び、1869年1月に弁護士免許を取得した。父が共和派として有名だったため、ピエールも共和派の重鎮からの支持を得た。例としては、ジュール・グレヴィがワルデック＝ルソーのパリ法曹界における後援者になったほか、ジュール・アルマン・デュフォールやジュール・シモンの邸宅に度々招かれた。しかし、パリで6か月間待っても事件を引き受けられなかったため故郷に戻り、1870年にサン＝ナゼールで弁護士業を始めた。同年9月、地方行政を暫定的に担う地方自治委員会の秘書にわずか23歳ながら就任、サン＝ナゼールの守備隊を組織したのち自ら軍を率いて進軍したが、備蓄の弾薬がすでに国に徴用されていたため弾薬不足に陥り、戦闘に参加することはなかった。その後、1873年にレンヌに移り、弁護士業を続けた。

### 政治家として
1879年、国に対する陰謀と、社会秩序への憎悪を植えこむ教育以外の全ての自由を尊重するとのマニフェストを掲げて代議院議員に当選した。代議院ではレオン・ガンベタの政策を支持した。ワルデック＝ルソー家は共和派ながらカトリックの家系だったが、ピエールはウィリアム・アンリ・ワディントン内閣の教育大臣ジュール・フェリーが提出した、反教権教育の法案には賛成票を投じた。さらに、1814年に制定されていた、日曜日と祭日に労働を禁じる法律の廃止に賛成票を投じ、神学生に1年間の兵役義務を課すことと離婚制度の再設立にも賛成した。また、1880年にはフランスの司法制度を調査する代議院委員会を代表して報告を提出したことで名声を得た。
1881年にガンベタ内閣の内務大臣に就任、1883年から1885年まではフェリー内閣の内務大臣を務めた。フェリー内閣期には労働組合の承認（結社の自由）を推進したほか、地方官僚に対する中央政府の優越を改めて表明した。1886年よりパリで弁護士業をつとめ、1889年には代議院議員への再選を目指さず弁護士業に集中した。弁護士としてはパナマ運河疑獄でフェルディナン・ド・レセップスを弁護して名声を得た。
1894年に政界に戻り、ロワール県から選出されて元老院議員に就任した。1895年フランス大統領選挙では保守派の支持を得て、フェリックス・フォールとアンリ・ブリッソンへの対抗馬として立候補、第1回投票で184票を得たが、第2回投票の前に立候補を取り下げてフォール支持に回り、フォールを当選させた。以降の数年間は穏健共和派からフェリーとガンベタの後継者として目された。

### 首相就任
ドレフュス事件に際しシャルル・デュピュイ内閣が倒れると、エミール・ルーベ大統領から組閣を要請された。一度は組閣に失敗したが、最終的にはアレクサンドル・ミルラン（郵政・電信大臣、左派）とガストン・ド・ガリフェ（陸軍大臣、右派）が両方とも入閣する大連立内閣を組閣、自身は内務大臣を兼任した。首相としてはドレフュス事件の収拾の一環として司法の独立回復に努め、アルフレド・ドレフュスの再審軍法会議に介入せずに見守ったのち妥協案としてドレフュスを特赦した。10月にル・クルーゾでのストライキへの介入に成功、翌1900年1月にポール・デルレードが高等法院で有罪判決を受けると、内閣最大の危機は過ぎ去り、ワルデック＝ルソーは最後まで軍を動かさずに済んだ。同年12月19日には恩赦法案が可決された。その後、ワイン業の振興策としてワイン、サイダー、ビールへのオクトロワ税を1901年初に廃止、同年に新結社法で修道会の認可制を確立した。新結社法をめぐる代議員での演説は後に出版された。
1902年フランス議会選挙で野党共闘が成立した結果与党が敗北、ワルデック＝ルソーは同年6月3日に首相を辞任した。
1904年8月10日に病死した。